# Emotions
Az Emotions Mariah Carey amerikai énekesnő második albuma. 1991. szeptember 17-én jelent meg. Főként lassú számok és néhány gyors tempójú dal található rajta. A számokat nagyrészt Mariah Carey, Walter Afanasieff, valamint Clivillés & Cole írták, egy dalon közreműködöttt Carole King, egy pedig egy Russ Freeman-dal feldolgozása. Az album címadó dala, az Emotions lett Carey ötödik listavezető száma a Billboard Hot 100-on, ezzel megdöntötte a The Jackson 5 együttes 21 évig fennálló rekordját, és ő lett az első és mindmáig egyetlen előadó, akinek első öt kislemeze listavezető lett. Az albumnak még két másik kislemeze, a Can’t Let Go és a Make It Happen is bekerült a Top 5-be.
A kiadó ennél az albumnál már több alkotói szabadságot adott Careynek, így több számnak a társproducere lehetett. Két Grammy-díjra jelölték, az év producere és a legjobb női előadó kategóriában. Az Emotions négyszeres platinalemez lett, az USA-ban több mint 4.1 millió, külföldön 12 millió példányban kelt el.

## Felvétel
Első albuma sikere után Carey és a Sony/Columbia vezetői, köztük Tommy Mottola és Don Ienner az énekesnő jövőjét kezdték tervezgetni. Több választási lehetőség merült fel: az album kiadásának elhalasztása, hogy további kislemezek jelenhessenek meg az első albumról (a Prisoner című szám kiadását is tervezték egy időben), vagy hogy a közönség egy ideig ne halljon róla és hiányolni kezdje; de felmerült az is, hogy népszerűsége csúcsán jelentesse meg új albumát. Emellett a lehetőség mellett döntöttek; az Emotions című dal és az első album utolsó kislemeze közt olyan kevés idő telt el, mintha azonos albumról származott volna a két kislemez, ahogy azt többen is hitték.
Korábbi dalszerzőpartnerével, Ben Marguliesszel Carey összeveszett, mert egy szerződésük értelmében Carey minden bevételének fele Marguliest illette. Az énekesnő rájött, hogy ez mennyire előnytelen számára, és a Sony/Columbia vezetősége segítségével érvénytelenítette a szerződést. A feldühödött margulies nem volt hajlandó tovább dolgozni Careyvel, annak ellenére sem, hogy az énekesnő megpróbált kibékülni vele és pénzt is ajánlott neki, bár nem annyit, amennyit a szerződés értelmében kapott volna.
Carey ennél az albumnál már engedélyt kapott arra, hogy több szám társproducere legyen, és az általa választott producerekkel dolgozhatott. A Sony/Columbia vezetői első albuma producereit javasolták: Rhett Lawrence-et, Ric Wake-et és Narada Michael Waldent, ő azonban visszautasította őket, mert nem voltak túl jó tapasztalatai együttműködésük során (különösen Waldennel voltak problémái). Walden pártfogoltja, a még kezdő Walter Afanasieff munkája azonban tetszett neki (Walden volt a producere a Love Takes Time-nak, amelyről az utolsó pillanatban dőlt el, hogy rákerül Mariah első albumára, és annak ellenére, hogy új volt a szakmában, remek munkát végzett a szoros határidő ellenére is). Carey felkereste Afanasieffet, míg az Michael Boltonnal turnézott, és megírták a Can’t Let Go című dalt, majd később még négy másikat (So Blessed, And You Don’t Remember, Till the End of Time).
Carey ezek után úgy érezte, az albumhoz gyors tempójú számok is kellenének a már elkészült lassúak mellé, és hiphop stílusú számokat szeretett volna, mert mindig nagy rajongója volt a stílusnak. A Sony/Columbia vezetősége azonban úgy érezte, ezzel túlságosan nagy kockázatot vállalna, eltávolodna a már bevált formulától, ezért nem engedték neki. Ehelyett poposabb stílusú számokat írt, a C&C Music Factory tagjaival, David Cole-lal és Robert Clivillésszel együtt: a Make It Happent és a You’re So Coldot. Utóbbiről a kiadóvezetők úgy döntöttek, nagy sikere lehetne, és ezért ezt választották az album első kislemezének. Úgy érezték azonban, hogy valami még hiányzik az albumról, ezért Carey, Cole és Clivillés újra összeültek, és megírtak két gyors tempójú dalt: az Emotions című dalt, melyet a The Emotions együttes Best of My Love című száma ihletett, valamint a To Be Around You-t. Az Emotions még jobban megtetszett a kiadóvezetőknek, mint a You’re So Cold, ezért inkább ezt választották első kislemeznek.
Carole King folk/pop-énekes, akinek nagyon tetszett a Mariah Carey album, felhívta Careyt, és azt javasolta neki, hogy dolgozza fel (You Make Me Feel Like) A Natural Woman című számát, Carey azonban azt mondta, inkább saját számait szereti énekelni, és különben sem érzi úgy, hogy olyan jól el tudná énekelni a dalt, mint Aretha Franklin. King ezután azt javasolta, hogy írjanak egy új dalt, így született az If It’s Over.
Carey úgy döntött, az album hangulatához jól illene egy dzsesszesebb stílusú dal, ezért Russell Freeman engedélyével új szöveget írt Freeman egyik dalához, a The Windhez. A szöveghez az ihletet egy barátja autóbalesetben történt halála adta. A kiadóvezetők javasolták, hogy az album címe is The Wind legyen, többek között mert Mariah a They Call the Wind Mariah („A szelet Mariah-nak hívják”) című számból kapta a keresztnevét; végül azonban az a döntés született, hogy az első kislemez, az Emotions címe lesz az album címe is.

## Fogadtatása
Az Emotions köré nem szerveztek akkora reklámkampányt, mint az első album köré. Careyt sokan kritizálták, mert nem volt hajlandó turnézni. Nem sokkal korábban zajlott a Milli Vanilli körüli botrány, ahol az együttesről kiderült, nem ők énekelnek, csak arcukat adják a dalokhoz, ezért többen a szokatlanul nagy hangterjedelmű Careyről is azt hitték, nem képes élőben előadni dalait, csak szintetizátorok segítségével hozták létre a magas hangokat a stúdióban. Carey később azt nyilatkozta, karrierje korai szakaszában még nagyon bizonytalan volt önmagában és félt nagy közönség előtt előadni számait. Nem sokkal később sikerült lekzdenie lámpalázát, és az MTV Unplugged című műsor keretén belül élőben adta elő több slágerét. Ezzel akkora sikert aratott, hogy MTV Unplugged címmel kiadták a koncertfelvételt, és az Emotions promócióját mindössze három kislemez után leállították, hogy az MTV Unplugged EP-t reklámozzák.
Bár az Emotions nagyrészt pozitív kritikákat kapott, voltak kritikusok, akik azt mondták, Carey túl sok magas hangot ad ki, túlságosan fitogtatni akarja vokális akrobatikáját, különösen a címadó dalban. Voltak, akik úgy érezték, Carey tehetséges ugyan, de sikertelenül közvetíti dalai érzelmi mondanivalóját, inkább a technikája jó, nem a beleélése, éneklése „inkább lenyűgöző, mint kifejező”.
1992-ben Careyt két kategóriában jelölték Grammy-díjra, az év producere kategóriában (Afanasieffel együtt) és az év női előadójáéban (az Emotions című számért), de egyiket sem nyerte el.
Az Emotions a USA Billboard 200 negyedik helyén debütált (ekkor még az első album is fenn volt a listán, a 30. helyen), és ennél magasabbra nem is került a listán (az ezt követő három album sem érte el az első helyezést), ezzel a legalacsonyabb helyezést elérő Carey-album maradt a 2001-es Glitterig. Az első héten 129 000 darabot adtak el belőle, kevesebbet, mint az előző albumból. Huszonhét hétig maradt a Top 20-ban, és összesen 52 hetet töltött a Billboard 200-on. Az Egyesült Államokban 2005-ig 3,57 millió példányban kelt el a Nielsen SoundScan adatai alapján, a kiadó különböző lerakataiban további 600 000 példányt adtak el, és 2003. január 30-án ötszörös platinalemez lett.
Az Egyesült Királyságban nagyobb sikert ért el, mint az első album – a Top 5-be került, és négy héttel többet töltött a Top 75-ben, mint a Mariah Carey album, összesen negyven hetet. Kanadában és Ausztráliában is sikeres volt, de, ahogy az USA-ban, itt sem adtak el belőle többet, mint az előző albumból. Kanadában a Top 5-be, Ausztráliában a Top 10-be került, és mindkét országban kétszeres platinalemez lett, Brazíliábn pedig aranylemez. Európa nagy részében mérsékelt sikert aratott. 2005-ig világszerte kb. 12 millió példány kelt el belőle.

## Dalok
| #   | Cím                    | Szerzők                             | Hossz |
| --- | ---------------------- | ----------------------------------- | ----- |
| 1.  | Emotions               | Carey, David Cole, Robert Clivillés | 4:08  |
| 2.  | And You Don’t Remember | Carey, Walter Afanasieff            | 4:26  |
| 3.  | Can’t Let Go           | Carey, Afanasieff                   | 4:27  |
| 4.  | Make It Happen         | Carey, Cole, Clivillés              | 5:07  |
| 5.  | If It’s Over           | Carey, Carole King                  | 4:38  |
| 6.  | You’re So Cold         | Carey, Cole                         | 5:05  |
| 7.  | So Blessed             | Carey, Afanasieff                   | 4:13  |
| 8.  | To Be Around You       | Carey, Cole                         | 4:37  |
| 9.  | Till the End of Time   | Carey, Afanasieff                   | 5:35  |
| 10. | The Wind               | Carey, Russ Freeman                 | 4:41  |

## Kislemezek
Az Emotions album kislemezei közül nagy sikert főleg a címadó dal, az Emotions aratott. Ez az USA-ban az ötödik Billboard Hot 100 listavezető száma lett, ezzel ő lett az egyetlen előadó, akinek első öt, Amerikában megjelentetett kislemeze felért a lista első helyére. Kanadában az első öt közé került a dal a slágerlistán, más kontinenseken azonban nem aratott nagy sikert.
A második kislemez, a Can’t Let Go megszakította a listavezető számok sorát: a Billboardon csak a 2. helyig jutott, Kanadában a Top 10-be, az Egyesült Királyságban pedig alig került be a Top 20-ba.
Az ezt követő Make It Happen a Billboardon az ötödik helyig jutott csak, Kanadában Carey első kislemeze lett, ami nem került be a Top 10-be, de az Egyesült Királyságban bekerült a Top 20-ba, Ausztráliában pedig a Top 40-be.
Az Egyesült Államokban nem jelent meg több kislemez az albumról, de Európában és Japánban megjelent egy negyedik is az If It’s Over. Costa Ricában és Mexikóban promóciós lemezen elküldték a rádióknak a Till the End of Time című dalt is, ez azonban kereskedelmi forgalomban már nem jelent meg, és az album promóciójával leálltak, hogy inkább az időközben megjelent MTV Unplugged koncertfelvételt és a koncerten váratlan sikert arató I’ll Be There-t reklámozzák.
- Emotions (1991)
- Can’t Let Go (1991)
- Make It Happen (1992)
- If It’s Over (1992)
- Till the End of Time (1992; csak promo)

### Till the End of Time
A Till the End of Time (spanyol címén Hasta el final de tiempo) az Emotions album ötödik, utolsó kislemeze. A dalt Walter Afanasieff-fel közösen írta Carey, és az album negyedik kislemezének szánták (a másik jelölt a negyedik kislemeznek egy másik Carey-Afanasieff-szerzemény, az And You Don’t Remember lett volna, de a kiadó választása a Till the End of Time-ra esett), így a dal kikerült a rádiókhoz. Az énekesnőnek az MTV Unplugged műsor keretében való fellépése azonban annyira sikeresnek bizonyult, hogy a koncertfelvételt kiadták az MTV Unplugged című EP-n, és az Emotions album promóciójával leálltak. A Till the End of Time így csak néhány latin-amerikai országban jelent meg, ahol akkoriban nagy sikerük volt a lassú szerelmes számoknak, és ott is csak 7" promóciós lemezen.
A lemezen a dal albumváltozata, illetve egy rövidebb változat található.

## Slágerlistás helyezések
| Slágerlista                | Legfelső helyezés |
| -------------------------- | ----------------- |
| Ausztrália                 | 8                 |
| Ausztria                   | 39                |
| Egyesült Királyság         | 4                 |
| Franciaország              | 38                |
| Hollandia                  | 7                 |
| Japán                      | 3                 |
| Kanada                     | 5                 |
| Németország                | 46                |
| Olaszország                | 16                |
| Svájc                      | 15                |
| Svédország                 | 13                |
| USA Billboard 200          | 4                 |
| USA Top R&B/Hip-Hop Albums | 6                 |
| Új-Zéland                  | 6                 |